# Goldene Kamera 1975
Die Verleihung der Goldenen Kamera 1975 fand am 27. Februar 1976 in den Westfalenhallen in Dortmund statt. Es war die 11. Verleihung dieser Auszeichnung. Das Publikum wurde durch Peter Bachér, den Chefredakteur der Programmzeitschrift Hörzu (damals noch Hör zu), begrüßt. Die Verleihung der Preise sowie die Moderation übernahmen Dieter Kürten und Frank Elstner. An der Veranstaltung nahmen etwa 10000 Zuschauer teil. Sendeberichte der Verleihung waren im regionalen Fernsehen zu sehen. Die Leser wählten in der Kategorie Bester Talkshowgastgeber ihren Favoriten.

## Preisträger

### Schauspieler
- Peter Falk – Columbo

### Schauspielerin
- Doris Kunstmann – Gräfin von Rathenow und Depressionen

### Beste Dokumentation
- Matthias Walden – Einige Tage im Leben des Mischael Rosenberg

### Bester Talkshowgastgeber
- Gustav Knuth – Künstlerstammtisch (Hör zu-Leserwahl)

### Beste Moderation
- Helmuth Bendt – Sparring

### Beste Regie
- Michael Verhoeven – Die Herausforderung

## Sonstiges
- Der Erlös der Veranstaltung wurde an die Aktion Kinderhilfe der Deutschen Krebshilfe gespendet.
- Als der Regisseur Michael Verhoeven telefonisch von seiner Auszeichnung erfährt, steht er gerade vor der Goldenen Kamera seines verstorbenen Vaters Paul Verhoeven.